# Dipartimento del tesoro
Il Dipartimento del tesoro (in sigla DT) è un dipartimento del Ministero dell'economia e delle finanze della Repubblica Italiana.

## Storia
Dopo la fusione e riorganizzazione dei cosiddetti  ministeri economici  nel Ministero dell'economia e delle finanze ad opera della  legge Bassanini  (in vigore dal 2001), la Direzione generale del tesoro (come la Ragioneria generale dello Stato) viene trasformata in dipartimento.
Il DT ricopre funzioni che, anche prima della riforma del 2001, venivano svolte nell'ambito dei seguenti ministeri economici: 
- Ministero del tesoro (1877-1996), poi divenuto  Ministero del tesoro, del bilancio e della programmazione economica (1996-2001)
- Ministero delle partecipazioni statali (1956-1993)
- Ministero del bilancio e della programmazione economica (1947-1996)

## Funzioni
Il Dipartimento del tesoro, cui è preposto il direttore generale del tesoro, svolge attività di supporto tecnico alle scelte di politica economica e finanziaria del Governo, elabora le strategie macroeconomiche ed i più significativi documenti di programmazione. Il Dipartimento è responsabile dei seguenti principali processi:
- analisi dei problemi economici, monetari e finanziari interni ed internazionali
- affari economici e finanziari comunitari ed internazionali
- elaborazione delle linee di programmazione economica e finanziaria, in funzione anche dei vincoli di convergenza e di stabilità derivanti dall'appartenenza dell'Italia all'Unione europea
- copertura del fabbisogno finanziario, indebitamento, gestione del debito pubblico interno ed estero e operazioni finanziarie, nonché analisi dei relativi andamenti e flussi
- regolamentazione del sistema finanziario e bancario e vigilanza sulle fondazioni bancarie
- valutario, antiriciclaggio ed antiusura
- interventi finanziari a favore di enti pubblici e attività produttive
- gestione finanziaria delle partecipazioni azionarie dello Stato, cessione e collocamento sul mercato finanziario delle partecipazioni azionarie dello Stato
- gestione e valorizzazione dell'attivo e del patrimonio dello Stato

Le competenze del Dipartimento sono state definite dai seguenti DPR: n.38 del 20-2-1998, n. 154 del 28-04-1998, e n. 147 del 22-3-2001.
Il Dipartimento del tesoro è articolato in sette direzioni generali ed un servizio dipartimentale a cui sono preposti dirigenti generali. Alle dirette dipendenze del direttore generale del tesoro operano quattro uffici di staff e il consiglio tecnico-scientifico degli esperti.
Il dl Rilancio del Governo Conte ha istituito due nuove posizioni di dirigenza apicale, di cui una alle dirette dipendenze del direttore generale e munita di poteri di ispezione e controllo trasversali a tutti gli altri dipartimenti. Se alla Direzione generale del Tesoro era già assegnata «la gestione finanziaria dei titoli azionari di proprietà dello Stato… e la rappresentanza dell’azionista nell’assemblea societaria», il dl Rilancio gli attribuisce poteri decisionali in merito all'assetto proprietario, del quale in precedenza gestiva anche il collocamento nel mercato azionario oppure la dismissione, ma sulla base di deliberazioni degli organi lettivi dello Stato. La nuova figura avrà il compito di «valorizzare le partecipazioni azionarie dello Stato, anche tramite operazioni di privatizzazione e dismissione», con poteri di iniziativa largamente più ampi di quelli conferiti al Dipartimento del Tesoro dal decreto-legge n. 332/1994.

## Direttori generali del tesoro
Il  direttore generale del tesoro è il capo del Dipartimento del tesoro. Precedentemente alla riforma del 2001, tale incarico era il vertice amministrativo del Ministero del tesoro.

### Direzione generale del tesoro
- Teodoro De Rossi, 1853 - 1859
- Nicola Pavese, 1859 - 1861
- Teodoro Alburno, 1862 - 1873
- Pietro Scotti, 1873 - 1879
- Carlo Cantoni, 1879 - 1893
- Bonaldo Stringher, 1893 - 1899
- Serafino Zingone, 1899 - 1910
- Federico Brofferio, 1910 - 1918
- Carlo Conti Rossini, 1918 - 1925
- Luigi Pace, 1925
- Federico Brofferio, 1926 - 1927
- Vincenzo Azzolini, 1927 - 1928
- Alessandro Ceresa, 1928
- Paolo Grassi, 1928 - 1945
- Giuseppe Ventura, 1946 - 1947
- Gino Bolaffi, 1947 - 1953
- Cesare Gra (reggente), 1953
- Alfredo Di Cristina, 1953 - 1962
- Gaetano Stammati, 1962 - 1967
- Ludovico Nuvoloni, 1967 - 1970
- Salvatore Viaggio (reggente), 1970
- Gastone Miconi, 1970 - 1975
- Ferdinando Ventriglia, 1975 - 1977
- Innocenzo Zitelli (vice direttore f.f.), 1977
- Felice Ruggiero, 1977 - 1980
- Giuseppe Pasqua, 1980 - 1981
- Mario Sarcinelli, 1981 - 1991
- Mario Draghi, 1991 - 2001[4]

### Dipartimento del tesoro
- Domenico Siniscalco, 2001 - 2005
- Vittorio Grilli, 2005 - 2011
- Vincenzo La Via, 2012 - 2018
- Alessandro Rivera, 2018 - 2023
- Riccardo Barbieri Hermitte, 2023 - in carica